# Modern (Polònia)
Modern (en polonès: Nowoczesna, estilitzat com ".Nowoczesna"; .N) és un partit de centredreta de Polònia.

## Història
El partit va ser fundat a finals de maig de 2015 com NowoczesnaPL (ModernPL) per l'economista Ryszard Petru. La convenció fundacional es va celebrar el 31 de maig en la qual es van reunir unes 6.000 persones. L'agost de 2015 es van veure obligats a modificar el seu nom a .Modern (.Nowoczesna) a causa de les protestes d'una organització no governamental anomenada Fundació Polònia Moderna (Fundacja Nowoczesna Polska), molt similar a l'escollit inicialment. Al voltant de la mateixa època, es va presentar el nou logotip del partit i Kamila Gasiuk-Pihowicz es va convertir en la seva portaveu.
A les primeres eleccions legislatives en les que es presentaven, Modern va obtenir el 7.6% dels vots i 28 diputats, mantenint-se a l'oposició. Durant el primer tram de la legislatura, el partit va començar a obtenir millors resultats a les enquestes que Plataforma Cívica, esdevenint segon partit en intenció de vot. No obstant, una polèmica sobre el passat familiar de Ryszard Petru (va viure dos anys a la Unió Soviètica amb els seus pares, que van treballar a l'Institut Unificat de Recerca Nuclear) va provocar un descens del suport i la seva dimissió, sent substituït per Katarzyna Lubnauer.
El març de 2018, Modern i la Plataforma Cívica van impulsar l'aliança electoral de Coalició Cívica per presentar-se inicialment a les eleccions locals de 2018, tot i que aviat es va estendre al propi Sejm amb un grup parlamentari conjunt i finalment a les eleccions legislatives de 2019 amb altres forces minoritàries. Més recentment, la coalició s'ha reeditat per a les eleccions legislatives de 2023 i europees de 2024, consolidant la coalició.

## Resultats electorals

### Sejm
| Any  | Líder              | Vots                    | %                       | Escons   | +/– | Govern           |
| ---- | ------------------ | ----------------------- | ----------------------- | -------- | --- | ---------------- |
| 2015 | Ryszard Petru      | 1,155,370               | 7.6 (#4)                | 28 / 460 | Nou | Oposició         |
| 2019 | Katarzyna Lubnauer | Dins de Coalició Cívica | Dins de Coalició Cívica | 8 / 460  | 20  | Oposició         |
| 2023 | Adam Szłapka       | Dins de Coalició Cívica | Dins de Coalició Cívica | 6 / 460  | 2   | Oposició (2023)  |
| 2023 | Adam Szłapka       | Dins de Coalició Cívica | Dins de Coalició Cívica | 6 / 460  | 2   | Coalició (2023-) |

### Senat
| Any  | Vots                    | %                       | Escons  | +/– | Govern   |
| ---- | ----------------------- | ----------------------- | ------- | --- | -------- |
| 2015 | 394 817                 | 2.6 (#5)                | 0 / 100 | Nou | Oposició |
| 2019 | Dins de Coalició Cívica | Dins de Coalició Cívica | 1 / 100 | 1   | Coalició |

### Assemblees regionals
| Any  | Vots                    | %                       | Escons   | +/– |
| ---- | ----------------------- | ----------------------- | -------- | --- |
| 2018 | Dins de Coalició Cívica | Dins de Coalició Cívica | 31 / 552 | Nou |

### Parlament Europeu
| Any  | Líder              | Vots                     | %                        | Escons | +/– | Grup |
| ---- | ------------------ | ------------------------ | ------------------------ | ------ | --- | ---- |
| 2019 | Katarzyna Lubnauer | Dins de Coalició Europea | Dins de Coalició Europea | 0 / 53 | Nou | –    |
| 2024 | Adam Szłapka       | Dins de Coalició Cívica  | Dins de Coalició Cívica  | 0 / 52 | =   | –    |